# 金城綾のまだ恋は続いているの
『金城綾のまだ恋は続いているの』（かねしろあやのまだこいはつづいているの）は、2007年10月26日（25日深夜）までエフエム九州 (CROSS FM) で放送されていたラジオ番組である。

## 概要
金城綾がナビゲーターを務めていた深夜ラジオで、彼女がリスナーからの恋の相談に乗るという内容。放送時間は毎週金曜 0:00 - 1:00 （木曜深夜、日本標準時）。
番組はCROSS FM公式サイト上でのポッドキャスティングを行っていたが、2007年9月中旬に配信を終了。そして金城本人の番組出演も、同年9月28日（27日深夜）放送分をもって終了した。その後番組では、4週にわたって過去放送分のダイジェストが流された。